# Trematocranus placodon
Trematocranus placodon és una espècie de peix de la família dels cíclids i de l'ordre dels perciformes.

## Morfologia
- Els mascles poden assolir 25 cm de longitud total.[1][2]

## Hàbitat
És una espècie de clima tropical entre 24 °C-26 °C de temperatura i que viu fins als 32 m de fondària.

## Alimentació
Menja principalment gastròpodes (incloent-hi Gabiella stanleyi, el qual és comú a les fulles de Vallisneria).

## Distribució geogràfica
Es troba a Àfrica: llac Malawi, riu Shire i llac Malombe.